# Diocesi di Lanusei

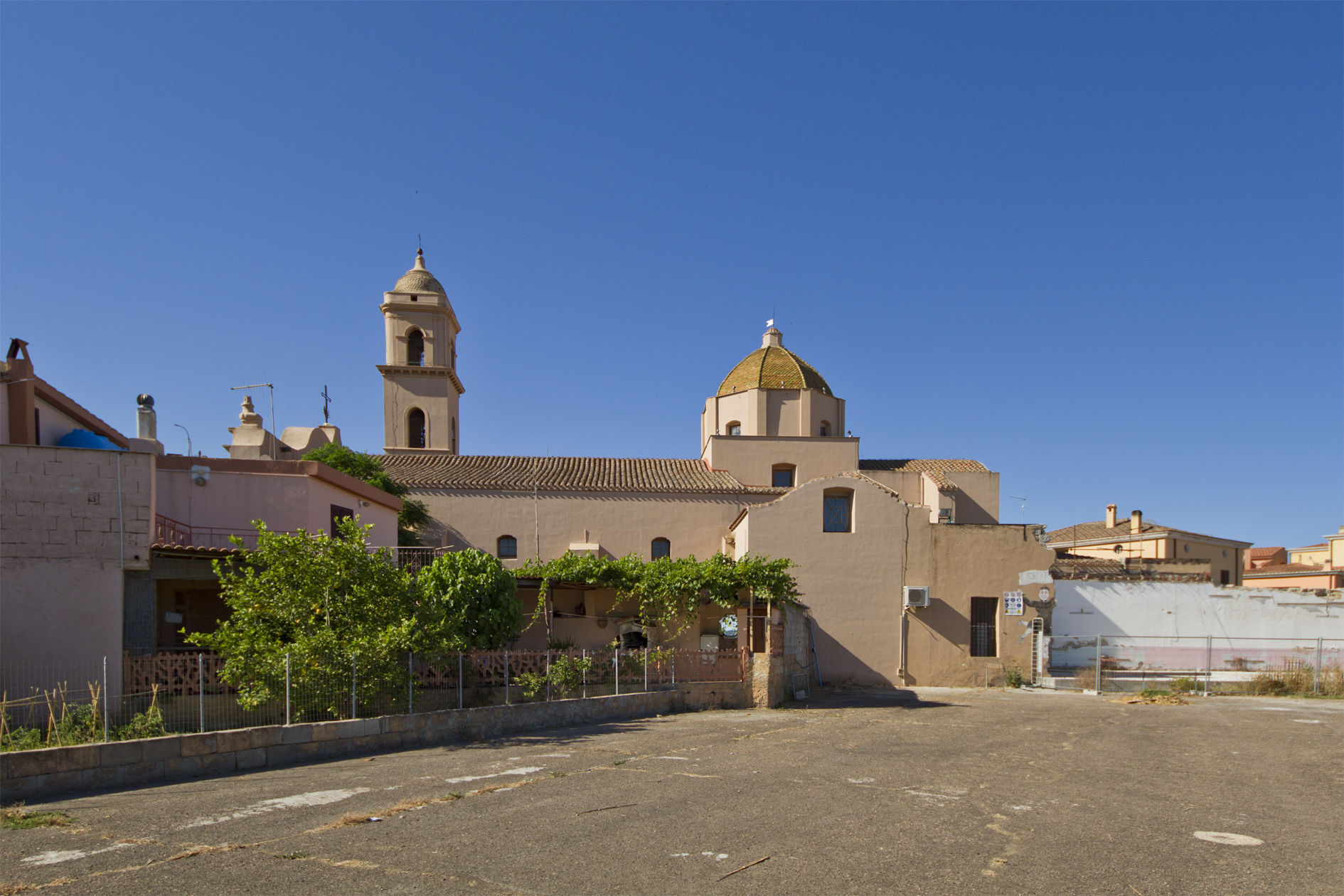
L'ex cattedrale di Sant'Andrea Apostolo di Tortolì.

La diocesi di Lanusei (in latino Dioecesis Oleastrensis) è una sede della Chiesa cattolica in Italia suffraganea dell'arcidiocesi di Cagliari appartenente alla regione ecclesiastica Sardegna. Nel 2023 contava 65.635 battezzati su 67.315 abitanti. È retta dal vescovo Antonio Mura.

## Territorio
La diocesi si estende nella provincia di Nuoro nei seguenti 22 comuni: Lanusei, Arzana, Bari Sardo, Baunei, Cardedu, Elini, Gairo, Girasole, Ilbono, Jerzu, Loceri, Lotzorai, Osini, Perdasdefogu, Talana, Tertenia, Tortolì, Triei, Ulassai, Urzulei, Ussassai, Villagrande Strisaili; e nella provincia del Sud Sardegna nei seguenti 6 comuni: Escalaplano, Esterzili, Sadali, Seui, Seulo, Villaputzu.
Sede vescovile è la città di Lanusei, dove si trova la cattedrale di Santa Maria Maddalena. A Tortolì sorge l'ex cattedrale di Sant'Andrea Apostolo.
Il territorio è suddiviso in 34 parrocchie, raggruppate in 4 vicariati foranei.

## Storia
Le prime notizie su questa diocesi risalgono all'XI secolo collegate alla figura di san Giorgio di Suelli, secondo la tradizione primo vescovo di questa diocesi, sepolto a Suelli che sempre secondo la tradizione fu sede vescovile.
Nel 1420 papa Martino V sancì l'unione della diocesi di Barbagia (Barbaria) all'arcidiocesi di Cagliari.
Bisogna aspettare il 1777 per la prima iniziativa per il ristabilimento di questa diocesi, per separazione dalla Mitra arcivescovile di Cagliari. Così fu esplicitato con Parere del Supremo Consiglio di Torino sul "Piano elaborato dalla commissione di Cagliari" in data 28 dicembre 1797.
Successivamente, anche a seguito della supplica del 29 gennaio 1824 di re Carlo Felice, il 4 agosto 1824 fu pubblicato il decreto concistoriale Summa Gratia con il quale vennero fissati i punti essenziali costitutivi della nuova diocesi dell'Ogliastra.
L'8 novembre fu pubblicata la bolla Apostolatus Officium di papa Leone XII con la quale l'Ogliastra diventò diocesi autonoma con sede vescovile a Tortolì. Con decreto del 22 maggio 1825, monsignor Nicolò Navoni, arcivescovo di Cagliari, diede inizio alla vita della nuova diocesi.
Per tutto il XIX secolo la diocesi dell'Ogliastra ebbe una marcata discontinuità nella successione episcopale, caratterizzata da lunghi periodi di sede vacante.
Papa Pio XI con la bolla Supremi pastoralis del 5 giugno 1927 decretò di trasferire la sede e la cattedra ogliastrina insieme con il capitolo della cattedrale, con i benefici minori e con il seminario da Tortolì a Lanusei. L'adempimento fu realizzato dal vescovo Giuseppe Miglior con il suo arrivo il 4 dicembre 1927.
Il 30 settembre 1986, nel quadro di una più generale riorganizzazione delle diocesi italiane, in forza del decreto Cum procedere della Congregazione per i vescovi, la diocesi ha assunto il nome attuale, pur mantenendo la denominazione latina di Dioecesis Oleastrensis.
Dal 9 aprile 2020 è unita in persona episcopi alla diocesi di Nuoro.

## Cronotassi dei vescovi
Si omettono i periodi di sede vacante non superiori ai 2 anni o non storicamente accertati.
- Serafino Carchero, O.F.M.Cap. † (11 novembre 1824 - 20 gennaio 1834 nominato vescovo di Bisarchio)
  - Sede vacante (1834-1838)
- Giorgio Manurrita † (13 settembre 1838 - 4 dicembre 1844 deceduto)
  - Sede vacante (1844-1848)
- Michele Todde, Sch.P. † (14 aprile 1848 - 22 dicembre 1851 deceduto)
  - Sede vacante (1851-1871)
- Paolo Giuseppe Maria Serci Serra † (24 novembre 1871 - 25 settembre 1882 nominato arcivescovo di Oristano)
- Antonio Maria Contini † (25 settembre 1882 - 16 gennaio 1893 nominato vescovo di Ampurias e Tempio)
- Salvatore Depau † (12 giugno 1893 - 12 dicembre 1899 deceduto)
- Giuseppe Paderi Concas † (28 marzo 1900 - 30 ottobre 1906 deceduto)
  - Sede vacante (1906-1910)
  - Agostino Laera (8 gennaio 1910 - marzo 1910 dimesso) (vescovo eletto)[1]
- Emanuele Virgilio † (15 aprile 1910 - 27 gennaio 1923 deceduto)
- Antonio Tommaso Videmari † (2 marzo 1923 - 13 febbraio 1925 dimesso[2])
  - Sede vacante (1925-1927)[3]
- Giuseppe Miglior † (15 luglio 1927 - 6 maggio 1936 deceduto)
- Lorenzo Basoli † (28 ottobre 1936 - 4 luglio 1970 deceduto)
  - Sede vacante (1970-1974)
- Salvatore Delogu † (2 febbraio 1974 - 8 gennaio 1981 nominato vescovo di Sulmona e Valva)
- Antioco Piseddu † (29 settembre 1981 - 31 gennaio 2014 ritirato)
- Antonio Mura (31 gennaio 2014 - 2 luglio 2019 nominato vescovo di Nuoro)[4]
- Antonio Mura, dal 9 aprile 2020 (per la seconda volta)

## Statistiche
La diocesi nel 2023 su una popolazione di 67.315 persone contava 65.635 battezzati, corrispondenti al 97,5% del totale.
| anno | popolazione | popolazione | popolazione | presbiteri | presbiteri | presbiteri | presbiteri                | diaconi | religiosi | religiosi | parrocchie |
| anno | battezzati  | totale      | %           | numero     | secolari   | regolari   | battezzati per presbitero | diaconi | uomini    | donne     | parrocchie |
| ---- | ----------- | ----------- | ----------- | ---------- | ---------- | ---------- | ------------------------- | ------- | --------- | --------- | ---------- |
| 1950 | 55.000      | 55.000      | 100,0       | 57         | 49         | 8          | 964                       |         | 18        | 26        | 28         |
| 1980 | 74.200      | 77.500      | 95,7        | 58         | 46         | 12         | 1.279                     |         | 18        | 78        | 30         |
| 1990 | 72.296      | 72.460      | 99,8        | 51         | 40         | 11         | 1.417                     |         | 13        | 43        | 33         |
| 1999 | 71.085      | 71.320      | 99,7        | 50         | 40         | 10         | 1.421                     | 2       | 13        | 40        | 34         |
| 2000 | 71.107      | 71.301      | 99,7        | 48         | 39         | 9          | 1.481                     | 2       | 11        | 39        | 34         |
| 2001 | 71.222      | 71.430      | 99,7        | 49         | 40         | 9          | 1.453                     | 2       | 11        | 37        | 34         |
| 2002 | 71.165      | 71.393      | 99,7        | 47         | 38         | 9          | 1.514                     | 2       | 11        | 34        | 34         |
| 2003 | 69.149      | 69.342      | 99,7        | 51         | 43         | 8          | 1.355                     | 2       | 10        | 28        | 34         |
| 2004 | 68.943      | 69.129      | 99,7        | 52         | 44         | 8          | 1.325                     | 5       | 10        | 26        | 34         |
| 2010 | 68.057      | 68.945      | 98,7        | 52         | 45         | 7          | 1.308                     | 8       | 9         | 19        | 34         |
| 2013 | 67.984      | 68.817      | 98,8        | 48         | 43         | 5          | 1.416                     | 8       | 6         | 12        | 34         |
| 2016 | 67.503      | 68.370      | 98,7        | 45         | 42         | 3          | 1.500                     | 8       | 4         | 13        | 26         |
| 2019 | 67.133      | 68.105      | 98,6        | 45         | 43         | 2          | 1.492                     | 8       | 2         | 23        | 34         |
| 2021 | 67.072      | 68.222      | 98,3        | 47         | 45         | 2          | 1.427                     | 8       | 2         | 18        | 34         |
| 2023 | 65.635      | 67.315      | 97,5        | 43         | 42         | 1          | 1.526                     | 8       | 1         | 15        | 34         |